# Argyrogrammana saphirina
Argyrogrammana saphirina är en fjärilsart som beskrevs av Otto Staudinger 1888. Argyrogrammana saphirina ingår i släktet Argyrogrammana och familjen Riodinidae. Inga underarter finns listade i Catalogue of Life.